# اچ‌ام‌ای‌اس ملبورن (۱۹۱۲)
اچ‌ام‌ای‌اس ملبورن (۱۹۱۲) (به انگلیسی: HMAS Melbourne (1912)) یک کشتی بود که طول آن ۴۵۶ فوت ۱۰ ۳⁄۸ اینچ (۱۳۹٫۲۵۲ متر) بود. این کشتی در سال ۱۹۱۲ ساخته شد.